# 備北バス
備北バス株式会社（びほくバス）は、岡山県北西部をエリアとするバス会社で、備北グループ（下津井電鉄が資本参加）の企業である。本社は岡山県高梁市川上町領家381-1。
岡山県共通バスカード（備北バス発行分）・備北バス専用バスカード（2008年10月1日から発売。）が使用できる。また同じ岡山エリアの両備グループなどで導入されているICカードHarecaは導入されていない。

## 歴史
- 1943年（昭和18年）2月： 大東亜戦争苛烈による当局の慫慂による企業統合で、中国自動車（株）と大旭自動車（株）を統合して「備北乗合（株）」を設立。
- 1943年（昭和18年）6月：竹荘合同自動車（株）・蓬莱自動車（合資）・新見合同タクシーを合併。
- 1963年（昭和38年）8月：下津井電鉄（株）と資本提携し、3代目社長に下津井電鉄社長が就任する。
- 1963年（昭和38年）9月：高梁市旭町1335に鉄筋コンクリート5階建てビル「備北会館ストア」が完成。本社を段町の仮事務所からビル4階に移す。
- 1967年（昭和42年）2月：会社名を「備北乗合株式会社」から「備北バス株式会社」に変更。
- 1996年（平成8年）9月1日：岡山県共通バスカードを導入。
- 1999年（平成11年）6月30日：大阪梅田 - 中国川上線がこの日の運行をもって廃止。
- 2008年（平成20年）9月30日：北房 - 岡山線がこの日の運行をもって廃止。
- 2008年（平成20年）10月1日： 岡山県共通バスカードの廃止に伴い、代替カード「備北バス専用バスカード」の販売を開始（岡山県共通バスカードは備北バス発行分のみ利用可能）。
- 2024年（令和6年）2月13日：新見市街地循環バス「ら・くるっと」でICカードICOCAを導入[2]。

## 本社・営業所・運行拠点
- 本社・川上バスセンター
  - 岡山県高梁市川上町領家381-1
- 高梁バスセンター・観光課
  - 岡山県高梁市旭町1308-3
- 呰部車庫 (旧・呰部営業所)
  - 岡山県真庭市下呰部260
- 有漢車庫
  - 岡山県高梁市有漢町有漢
- 神原車庫
  - 岡山県加賀郡吉備中央町田土3045
- 新見営業所
  - 岡山県新見市高尾796-2
- 新見営業所第二車庫
  - 岡山県新見市高尾771-4
- 坂本車庫
  - 岡山県高梁市成羽町坂本

### 主なターミナル
- 高梁バスセンター
- 新見駅

### 関連施設
- 備北オートセンター - 岡山県高梁市落合町阿部1841-1

### かつてあった施設
- 本社ビル（1993年時点） - 岡山県高梁市段町981-4
- 旧本社（1970年時点） - 岡山県高梁市松山1308
- 高梁営業所（1970年時点） - 岡山県高梁市松山1308-3
- 成羽営業所（1970年時点） - 岡山県川上郡成羽町下原1005
- 新見営業所（1970年時点） - 岡山県新見市西方470
- 落合営業所（1970年現在）- 岡山県真庭郡落合町赤野406-1

## 路線

### 高速バス
休止された路線

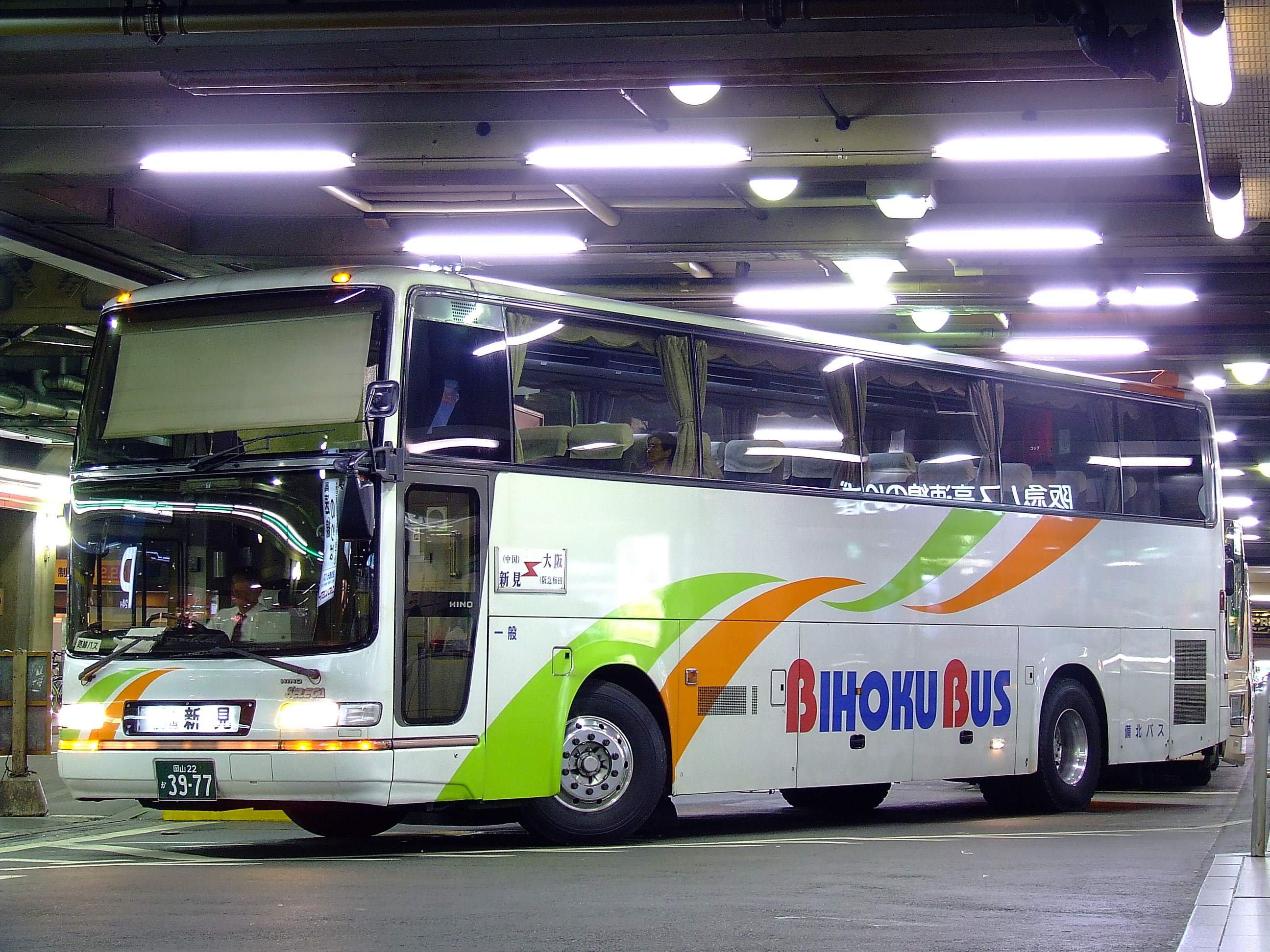
高速バスの車両（新見 - 大阪線）

- 新見 - 大阪線 ※阪急バスとの共同運行。
  - 三次バスセンター・中国新見 - 阪急三番街高速バスターミナル

廃止された路線
- 北房 - 岡山線
  - 高岡上・北房IC - 岡山駅前・天満屋BC

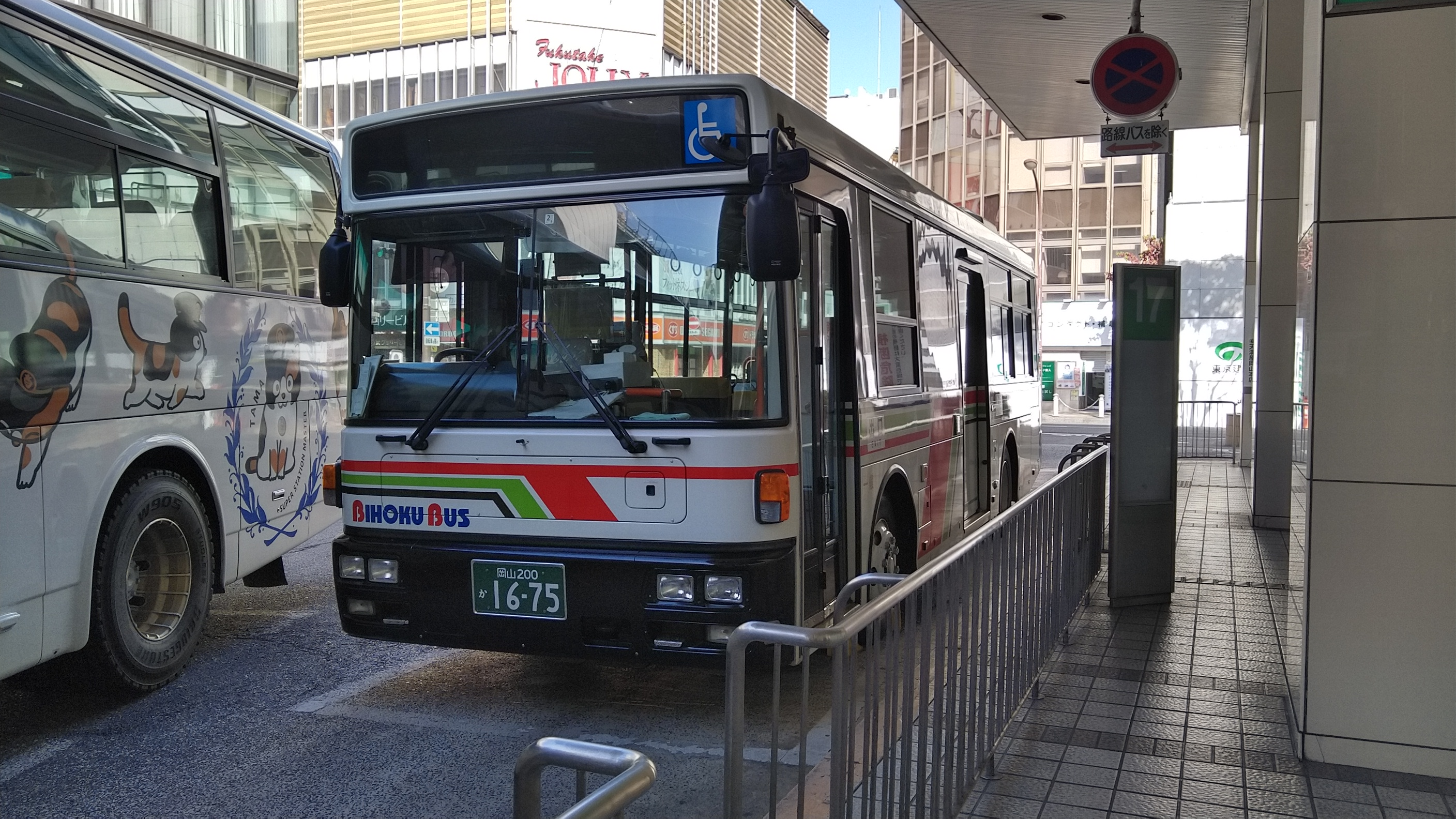
快速バスの車両（地頭 - 川上- 東総社 - 高松 - 岡山天満屋線）

- 大阪梅田 - 中国川上線

### 快速
- 地頭 - 川上バスセンター - 岡山駅前 - 天満屋BC

※総社市内・岡山市内は快速運行。平日３往復、土休日は４往復が運行されている。地頭、成羽地区から岡山市内へ往復乗車した場合、復路の運賃が半額になる。

### 一般路線

#### 南部地区

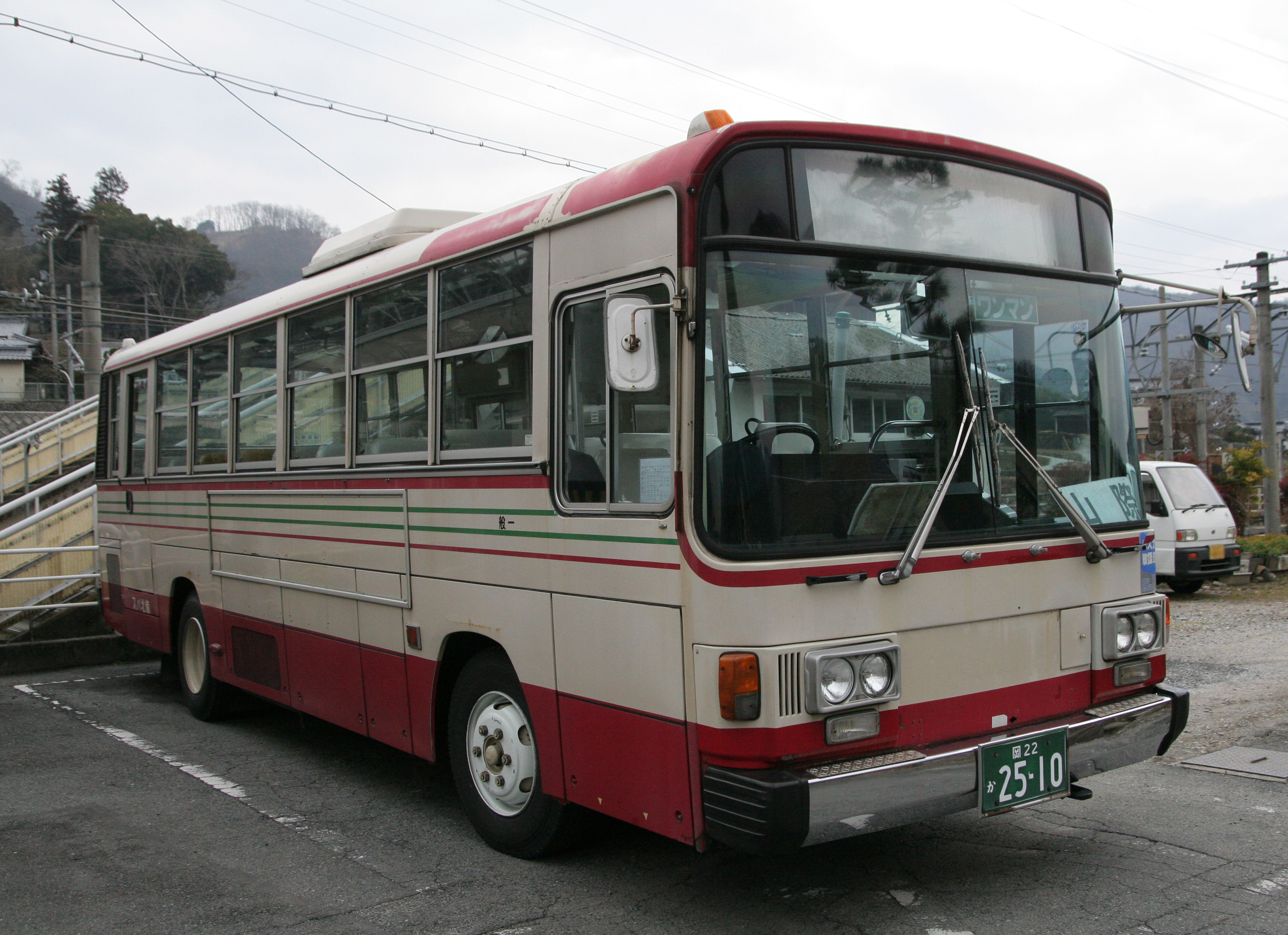
一般バスの車両（高梁バスセンター - 川面駅 - 河戸 - 尾崎 - 方谷駅 - 花木 - 西方 - 津々 - 追田下 - 本村後 - 鴨谷 - 横内 - 山際線）

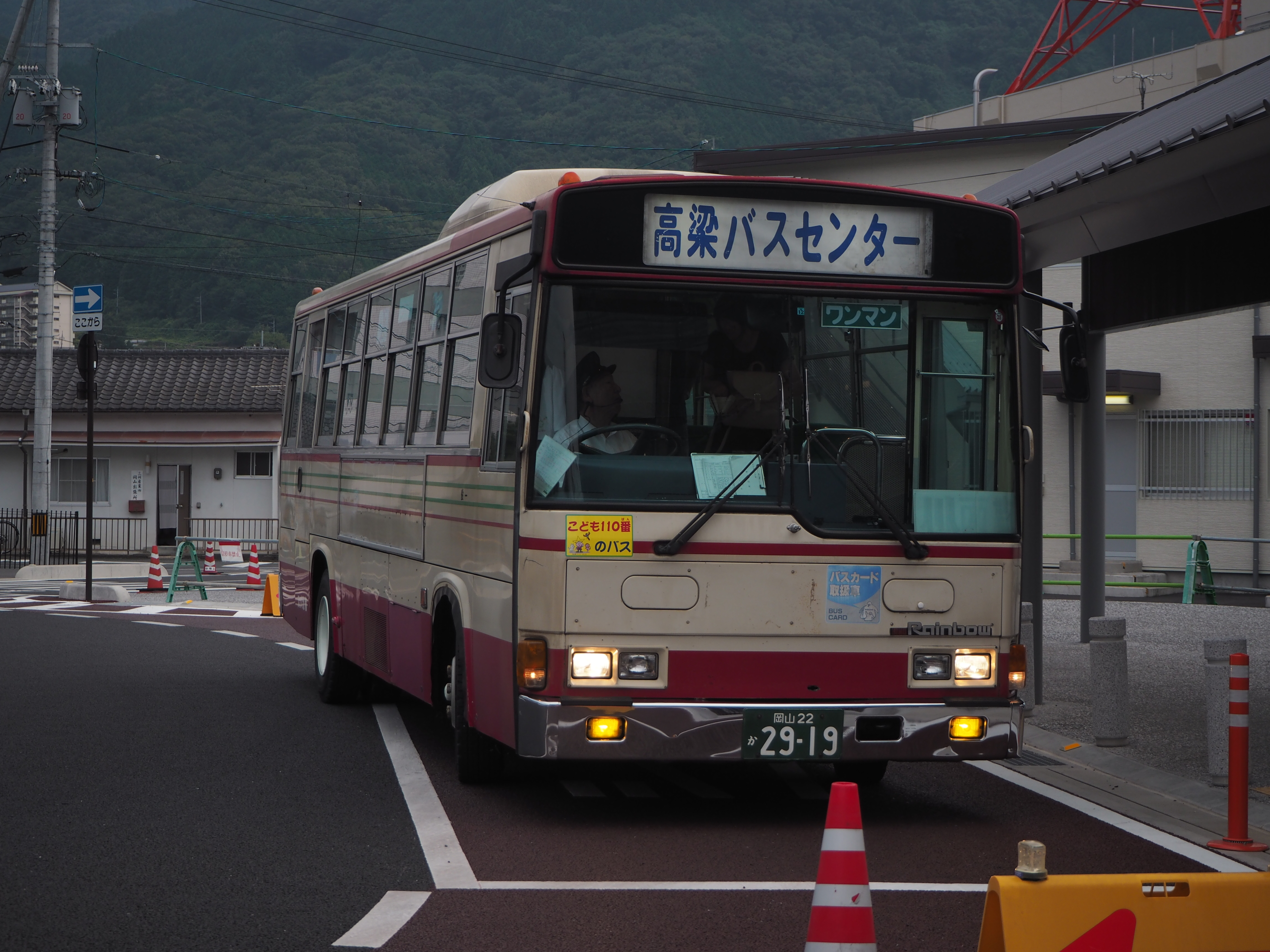
一般バスの車両

- 一般バスの車両高梁バスセンター - 紺屋町筋 - 高梁中学校前 - 唐傘堂 - 川乱 - 神原宮の前 - 三本松 - 割出 - 割出 - 陣山
- 高梁バスセンター - 紺屋町筋 - 高梁中学校前 - 阿部市場 - イズミゆめタウン - たかはし松風寮 - 川乱 - 神原宮の前 - 三本松 - 割出 - 円福寺前 - 割出 - 陣山
- 高梁バスセンター - 県民局前 - たかはし松風寮 - 井谷 - 日名口 - 成羽
- 高梁バスセンター - 落合橋 - 阿部市場 - イズミゆめタウン - 井谷 - 日名口 - 成羽 - 古町 - 川上バスセンター - 地頭
- 高梁バスセンター - 落合橋 - 阿部市場 - イズミゆめタウン - 井谷 - 日名口 - 成羽 - 古町 - 川上バスセンター - 地頭 - 黒鳥 - 川戸 - 田原 - 川戸 - やすらぎの里 - 平川
- 高梁バスセンター - 紺屋町筋 - 幡見 - 木野山駅 - 川面駅 - 河戸 - 元仲田邸前 - （宇治 - 笹尾市場 - 宇治） - 元仲田邸前 - 穴田
- 高梁バスセンター - 紺屋町筋 - 幡見 - 木野山駅 - 川面駅 - 河戸 - 元仲田邸前 - 宇治 - 笹尾市場 - 吹屋
- 高梁バスセンター - 紺屋町筋 - 八長（おなが） - 大瀬 - 川面駅 - 河戸 - 尾崎 - 方谷駅 - 花木 - 西方 - 津々 - 追田下 - 本村後 - 鴨谷 - 横内 - 山際
- 川面駅 - 八石 - 丸岩
- 高梁バスセンター - 紺屋町筋 - 幡見 - 出口 - 宮瀬口 - 六名口 - 祇園 - 丸岩
- 高梁バスセンター - 紺屋町筋 - 幡見 - 出口 - 宮瀬口 - 有漢市場 - 有漢地域局前 - 川関口 - 有漢IC - 川関口 - 金倉
- 高梁バスセンター - 紺屋町筋 - 幡見 - 出口 - 宮瀬口 - 高岡上 - 中津井 - 呰部（あざえ） - 水田下町
- 高梁バスセンター - 紺屋町筋 - 幡見 - 出口 - 正力 - 新町 - 神原 - リハビリセンター - きびプラザ - 吉川
- 高梁バスセンター - 楢井 - 一の瀬 - 坂本（吉備中央町西） - 大和郵便局前 - 東村

高梁市内循環バス
- 高梁バスセンター - 紺屋町筋 - 武家屋敷入口 - 運動公園前 - 松山城登山口 - 吉備国際大学前 - 高梁バスセンター

廃止された路線
- 高梁バスセンター - 成羽 - 西油野線 ※2007年9月30日限りで廃止。

もとは県道107号経由で高梁市備中町西山方面に至る「過疎バス」（現在の高梁市生活福祉バス）が運行されていたが、運行経路が県道438号・ふるさと農道経由に変更されるさい、一部区間の経路が重複することから廃止され、これにより一部の地域では高梁バスセンターへ直通する路線が消滅した。なお、運行最終日には最終便が西油野に到着した後に地元住民によるささやかなセレモニーが行われている。
- 高梁バスセンター - 落合橋 - 阿部市場 - イズミゆめタウン - 井谷 - 日名口 - 成羽 - 川上バスセンター - 地頭 - 三沢 - 八日市 - 井原駅 - 井原バスセンター ※2016年11月30日限りで廃止。
- 高梁バスセンター - 出口 - 宮瀬口 - 高岡上 - 中津井 - 呰部（あざえ） - 水田下町 - 鹿田 - 落合駅 ※2009年9月30日限りで廃止。

真庭市コミュニティバス（まにわくん♡）に代替。
- 高梁バスセンター - 紺屋町筋 - 幡見 - 出口 - 宮瀬口 - 六名口 - 祇園 - 丸岩 - 八石 - 川面駅 ※高梁 - 宮瀬口 - 横田 - 丸岩 - 八石 - 川面駅の学校休みと休日・祝日ダイヤの直通便は2021年9月30日限りで廃止。
- 成羽 - 日名口 - 保木上橋 - 八日市 - 井原駅 - 井原バスセンター
- 成羽 - 羽山
- 成羽 - 山本 - 東 - 中村 - 穴田 - 元仲田邸前 - 宇治 ※2012年3月31日限りで廃止。

高梁市生活福祉バスに代替。
- 神原 - 新町 - 正力 - 坂本（吉備中央町西） - 大和郵便局前 - 東村
- 神原 - 加茂市場

中鉄バス（神原 - 宮前間）に代替。

#### 北部地区
- 渡辺病院前 - 長谷川病院前 - 新見駅 - 市役所前 - 正田下組 - サンパーク新見 - 石蟹 - 長屋 - （唐松） - 井倉駅 - 草間 - 土橋 - （湯川診療所 - 寄定） - 豊永 - 満奇洞
- 新見駅 - 市役所前 - 正田下組 - サンパーク新見 - 石蟹 - 長屋 - 田津 - 土橋 - 豊永 - ピオーネ交流館
- 石蟹 - 長屋 - 井倉駅 - 岩中（2024年4月1日より廃止、松宮口～岩中間は休止）
  - 2024年1月16日に開催された『新見市地域公共交通会議（令和5年度・第3回）』において、豊永線のうち石蟹→岩中行き（平日・土日祝の夕方に1日2便）、岩中→井倉駅（平日・土日祝の朝に1便1便）を結ぶ岩中線について、利用者の大半を占めていた中学生の利用が、2022年度から利用の見込みが無くなり、今後も中学生の利用は見込まれないことに加え、一般の利用者も僅少であったことから、2024年4月1日の全線ダイヤ改正において、岩中線の2系統を廃止、松宮口～松仁子～宮原～岩中（3.7km）を休止した。
- 渡辺病院前 - 長谷川病院前 - 新見駅 - 市役所前 - 岩山駅 - 大畑 - 平松 - 刑部駅
- 渡辺病院前 - 長谷川病院前 - 新見駅 - （市役所前） - 岩山駅 - 大畑 - 菅生 - 天原
- 市役所前 - 新見駅 - 長谷川病院前 - （渡辺病院前） - 上市 - 横見 - 千原 - 千屋郵便局 - 相文 - （仲村上） - 相文 - 花見 - 新見千屋温泉
- 市役所前 - 新見駅 - 長谷川病院前 - 渡辺病院前 - 上市 - 神代駅 - 市岡駅 - 矢神駅 - きらめき広場哲西

新見市街地循環バス「ら・くるっと」
- 石蟹 - サンパーク新見 - 市役所前 - 新見駅 - ＜大学前／長谷川病院前＞ - （上市） - 横見
  - 1乗車につき100円（こども（小学生）同額）。
  - ICOCA等の全国相互利用交通系ICカードが使用可能（但しHarecaは使用できない）。バスカードはICOCAとは関係なく使える（ICOCAに移行予定はない。）。簡易端末での対応となるため、ICOCAならびに相互利用可能な交通系ICカードへのチャージにはバス車内では対応していないので注意が必要である。ICOCAはJR西日本新見駅で販売している（備北バスでは販売しない）。チャージ可能な施設はJR西日本新見駅の自動券売機[5]、セブン銀行ATM、ローソン銀行ATM（新型機のみ）、井倉郵便局、千屋郵便局、豊永郵便局、刑部郵便局、万歳郵便局、野馳郵便局、フレスタ新見店、にいみプラザ、ジュンテンドー新見店、まるだい中町店、コンビニエンスストアとなる[6][7]。PiTaPa交通利用エリアではないため、PiTaPaカードで乗車した場合には他の交通系ICカードと同様、プリペイド方式での利用となる[2]。

#### その他の路線
南北地区の双方に関わる路線は、以下が運行されている。
- 高梁バスセンター - 落合橋 - 阿部市場 - イズミゆめタウン - 井谷 - 日名口 - 成羽 - 川上バスセンター - 地頭 - 黒鳥 - 川戸 - やすらぎの里 - 川戸 - 田原 - 坂本（高梁市） - 矢戸 - 本郷 - サンパーク新見 - 正田下組 - 市役所前 - 新見駅 - 長谷川病院前 - 渡辺病院前
  - 一部の便は川上バスセンター・坂本（高梁市）で乗り換えとなる。

## 車両
- 新車導入では日野自動車、三菱ふそう、日産ディーゼルを主に採用。2013年には1974年以来39年ぶりにいすゞ自動車製を採用した。ワンステップは2003年に採用。ノンステップは2017年に日野レインボー（3代目）で採用、2018年には第二弾を移籍車で導入した。

### 主力車両
路線車
- 日野レインボー
- 日野リエッセ
- 三菱ふそうエアロミディ
- 日産ディーセルRM
- いすゞエルガミオ
- いすゞ初代エルガ

貸切車
- 日野セレガシリーズ
- 三菱ふそうエアロシリーズ
- 日野リエッセⅡ
- 三菱ふそうローザ

### 主な移籍車の供給元
- 朝田観光
- 小田急箱根高速バス
- 神奈川中央交通
- 都市交通タクシー
- 岸和田観光バス
- 京急バス
- 京成バス
- 京阪バス
- 京阪京都交通[8]
- 国際興業[9]
- サントリー送迎バス
- 山陽バス
- 知多乗合
- トーヨーふれ愛バス[10]
- 東急バス
- 名古屋市交通局
- 南砺市営バス
- 箱根登山バス
- 阪急バス
- 船橋新京成バス
- 船山自動車
- 松戸新京成バス
- ルミナスタクシー[11]
- 和歌山バス那賀

かつて在籍した移籍車
- 宇野自動車
- 川上郡川上町
- 下電観光バス

## 関連会社

### 備北グループ
- 備北開発株式会社（現在は倒産）
- 備北タクシー株式会社
- 備北オートセンター株式会社
  - キャッスルゴルフガーデン
- ビホクツーリスト株式会社